# Metilenodioxianfetamina
3,4-metilenodioxianfetamina (MDA; DCI: tenanfetamina) é uma droga psicoativa, estimulante e empatógena-entactógena da família das fenetilaminas. Foi sintetizada pela primeira vez por G. Mannish e W. Jacobson no ano 1910. O MDA atua principalmente como um agente de liberação de serotonina-noradrenalina-dopamina (SNDRA). É um metabólito primário da 3,4-metilenodioximetanfetamina (MDMA). Além disso, o MDA é utilizado como agente de corte na produção do MDMA, pois é um adulterante com menor custo.

## Efeitos adversos
MDA é neurotóxico aos receptores de serotonina, supostamente devido ao metabolismo de primeira passagem do MDA. Além disso, o MDA ativa as células da glia, embora esse efeito diminua rapidamente após o uso.